# اتفاقية البلدان الأمريكية لمنع التعذيب والمعاقبة عليه
تعتبر اتفاقية البلدان الأمريكية لمنع التعذيب والمعاقبة عليه صكًّا دوليًّا لحقوق الإنسان، شُكّل في عام 1985 داخل منظمة الدول الأمريكية في نصف الكرة الغربي، ويهدف إلى منع التعذيب وغيره من الأنشطة المماثلة.
دخلت اتفاقية البلدان الأمريكية حيز التنفيذ في 28 فبراير عام 1987، ومنذ عام 2013، أصبحت هناك 18 دولة طرفًا فيها.
وتُعرّف اتفاقية البلدان الأمريكية التعذيب تعريفًا أوسع نطاقًا من اتفاقية الأمم المتحدة لمناهضة التعذيب، ويتضمن ذلك «استخدام الأساليب على شخص بقصد طمس شخصيته أو النيل من قدراته البدنية أو العقلية، حتى وإن لم تتسبب في ألم جسدي أو ألم عقلي». والاتفاقية هي واحدة من سلسلة من اتفاقيات منظمة الدول الأمريكية التي تسعى إلى حماية حقوق الإنسان، في إطار الاتفاقية الأمريكية لحقوق الإنسان، التي تحظر التعذيب.
كما تقتضي الاتفاقية من الدول اتخاذ تدابير فعالة لمنع التعذيب داخل حدودها، وتهيئ القدرة والظروف المناسبة لتسليم الأشخاص المتهمين بالتعذيب.

## الدول الموقعة
قبل إدراج المواد الـ 24 من اتفاقية البلدان الأمريكية لمنع التعذيب والمعاقبة عليه، يتعين على الدول الأمريكية الموقعة أن تعلن عن إدراكها الهدف من الاتفاقية، وتؤكد على أن الاتفاقية ضرورية فعليًّا، وتوافق على أن التعذيب أو المعاملة القاسية أو اللا إنسانية من أي نوع هي أعمال خاطئة بطبيعتها وأنها جميعًا أعمال ضد حقوق الإنسان. ويشكل ذلك نقطة انطلاق لبقية الاتفاقية، ما يثبت أن جميع الدول الموقعة تتفق على الغرض الرئيسي للاتفاقية. وذكرت اللجنة عدة مرات أيضًا أن من واجب الدولة الموقعة منع الاحتجاز والعزل الانفرادي، وأن تسعى إلى أن تكون على علم ومعرفة بما يحدث للسجناء والمحرومين من حرياتهم لضمان عدم تعرضهم للتعذيب. إن عدم القيام بذلك يشكل انتهاكًا للمادة الخامسة من الاتفاقية التي تكفل قيام الدولة بتهيئة ظروف تمنع الفرد من التعرض للتعذيب وتعاقب من يبادر إلى هذه الأنشطة أو يحرض عليها.

## البروتوكول الاختياري لعام 2002
في 18 ديسمبر 2002، اعتمدت الأمم المتحدة وتولت رعاية البروتوكول الاختياري لاتفاقية مناهضة التعذيب وغيره من ضروب المعاملة أو العقوبة القاسية أو اللا إنسانية أو المهينة. خلافًا لاتفاقية البلدان الأمريكية لمنع التعذيب والمعاقبة عليه، صدر هذا البروتوكول الذي ينص على قيام هيئات دولية ووطنية مستقلة أخرى بزيارة الأماكن التي يجرد فيها الناس من حرياتهم. ومن شأن ذلك أن يستهدف في نهاية المطاف البلدان التي تنتهك الاتفاقية للعمل من أجل التوصل إلى توافق في الآراء بشأن هذه المسألة.

## الاتفاقية الأمريكية لحقوق الإنسان لعام 1969
تتناول الاتفاقية الرئيسية لمنظمة الدول الأمريكية، الاتفاقية الأمريكية لحقوق الإنسان، في جزء صغير في فصولها مسألة التعذيب. وقد اعتمدت الاتفاقية الأمريكية لحقوق الإنسان في مؤتمر البلدان الأمريكية المتخصص لحقوق الإنسان في كوستاريكا في 22 نوفمبر 1969. وتنص المادة الخامسة من الفصل الثاني من الاتفاقية المتعلق بالحقوق المدنية والسياسية على أنه لا يجوز تعذيب أي شخص وأن الأشخاص المحرومين من حريتهم، مثل السجناء، لا يجوز أن يتعرضوا أيضًا لهذه المعاملة.

### اتفاقية الأمم المتحدة لمنع التعذيب
كمثل اتفاقية البلدان الأميركية لمنع التعذيب، تنص اتفاقية الأمم المتحدة على أن هدفها ليس حظر كل أشكال التعذيب في كل مكان، بل ضمان التزام دول الأمم المتحدة بالمواد المتفق عليها. والغرض الرئيسي من الاتفاقية هو تعزيز معارضة وحظر التعذيب على الصعيد العالمي من خلال دعمها للبلدان والدول الحليفة.